# Mellby kyrka, Västergötland
Mellby kyrka är en kyrkobyggnad som sedan 2006 tillhör Kållands-Råda församling (tidigare Mellby församling) i Skara stift. Den ligger i Mellby kyrkby i Lidköpings kommun.

## Medeltida kyrkan
Nuvarande kyrkobyggnad föregicks av en medeltida kyrka som låg på gamla kyrkogården 200 meter åt nordost. Den revs 1879 och en del av dess material användes vid uppförandet av nuvarande kyrka. Sakristian bevarades dock och byggdes 1921 om till gravkapell.

## Nuvarande kyrka
Nuvarande kyrka uppfördes 1879 - 1880 efter ritningar av Oskar Erikson. Invigningen ägde rum på bönsöndagen 1880. Kyrkan är en centralkyrka med vidbyggda vapenhus i norr och söder, en sakristia i öster samt ett kyrktorn i väster. Kyrkorummet är åttakantigt och kröns av en åttakantig lanternin. Innertaket har en öppen takstol.

## Restaureringar
Åren 1935 - 1936 byttes kyrktakets järnplåt ut mot kopparplåt. Kyrkans puts lagades och elektrisk ström installerades. Vid en restaurering 1956 - 1958 fick torntaket ny kopparplåt och kyrkans innertak isolerades med stenull. En omfattande inre och yttre restaurering genomfördes åren 1999 - 2000 då kyrkans ursprungliga färgsättning återskapades.

## Inventarier
- Dopfunten av sandsten härstammar från 1100-talet. Foten är betydligt yngre från omkring 1930.
- Ett nattvardskärl härstammar från 1700-talet.
- Altarprydnaden är en gipsfigur föreställande Thorvaldsens Kristus. Den skänktes till kyrkan 1893.
- Den sexkantiga vitmålade predikstolen är från 1880.

## Orglar
- Läktarorgeln tillverkades 1886 av Carl Axel Härngren i Lidköping och är mycket välbevarad.

Disposition:
| Manual (C-f3)     | Pedal (C-f0) | Koppel     |
| ----------------- | ------------ | ---------- |
| Borduna 16' B/D   | Bihängd      | Man 4'/Man |
| Principal 8'      |              |            |
| Rörflöjt 8'       |              |            |
| Salicional 8'     |              |            |
| Violin 8'         |              |            |
| Octava 4'         |              |            |
| Violin 4'         |              |            |
| Crescendosvällare |              |            |

- Kororgeln tillverkades 1971 av Smedmans Orgelbyggeri i Lidköping och inköptes 1974.

Disposition:
| Huvudverk (I) (C-g3) | Bröstverk (II) (C-g3) | Pedal (C-f1) | Koppel |
| -------------------- | --------------------- | ------------ | ------ |
| Rörflöjt 8'          | Gedackt 8'            | Subbas 16'   | II/P   |
| Principal 4'         | Rörflöjt 4'           | Gedackt 8'   | I/P    |
| Waldflöjt 4'         | Principal 2'          | Oktava 4'    | II/I   |
| Svegel 2'            | Oktava 1'             |              |        |
| Mixtur 4 chor        | Terzian 2 chor        |              |        |
| Regal 8'             | Crescendosvällare     |              |        |
| Tremulant            |                       |              |        |